# Coupé (Fuhrwerk)

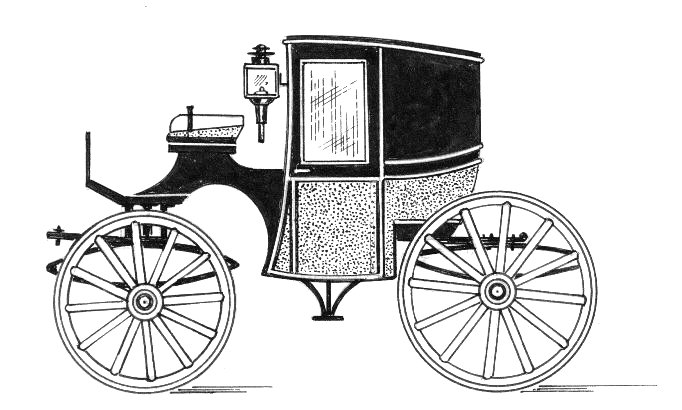
Ein englischer Brougham

Ein Coupé oder veraltet Kupee ist eine zweiachsige, gefederte Pferdekutsche mit einer geschlossenen Kabine, in der eine Bank Sitzplätze für zwei Passagiere bietet. Dabei ist die viersitzige Kabine einer Berline-Kutsche quasi in die Hälfte geschnitten (Französisch coupé „geschnitten, beschnitten“), weswegen dieser Typ auch als Halbberline oder berline coupé bezeichnet wurde.

## Einführung
Das klassische Kutschenmodell Coupé entstand auf der Grundlage des englischen „Street Cab“, das zuerst als „Droitschka Chariot“ bezeichnet wurde.
Die erste Verwendung des Stadtcoupés soll auf den britischen Politiker Henry Brougham, 1. Baron Brougham and Vaux, im Jahr 1838 zurückgehen. Daher findet man in der englischsprachigen Literatur auch manchmal „Brougham“ als Synonym für „Coupé“.

## Konstruktion und Typen
Das Coupé war auf Grund seiner kompakten Bauweise eine wendige und komfortable Kutsche. Das Fahrzeug wurde daher oft als Alltagswagen vom Adel oder betuchtem Bürgertum genutzt. Der geschlossene Kasten bietet Schutz vor Wetter und neugierigen Blicken. Die obere Rundung der Kabine wurde eingeführt, weil dies zur Geräuschminimierung führte. Die zum Teil sehr störende Geräuschkulisse in vielen Kutschen dieses Modells wird durch lose Teile und Vibration hervorgerufen.
Der Kutscher sitzt hoch vor dem Kasten über der ersten Achse auf einem Bock. So versperrt er die Sicht der Fahrgäste aus dem relativ hohen Kasten nach vorne, doch viele Kutschen sind mit großen Seitenfenstern ausgerüstet.
Ursprünglich war das Coupé nur für zwei Personen gedacht, doch wurden in späteren Jahren Typen wie das sogenannte „Dreiviertel-Coupé“ gebaut, in denen auch vier Personen Platz fanden.

## Automobil
Abgeleitet von der Coupékutsche ist das Coupéautomobil, das ebenfalls nur eine Sitzreihe mit Platz für zwei Personen bietet (wobei einer der Passagiere auch als Lenker bzw. Chauffeur fungiert).